# Torshälla rådhus

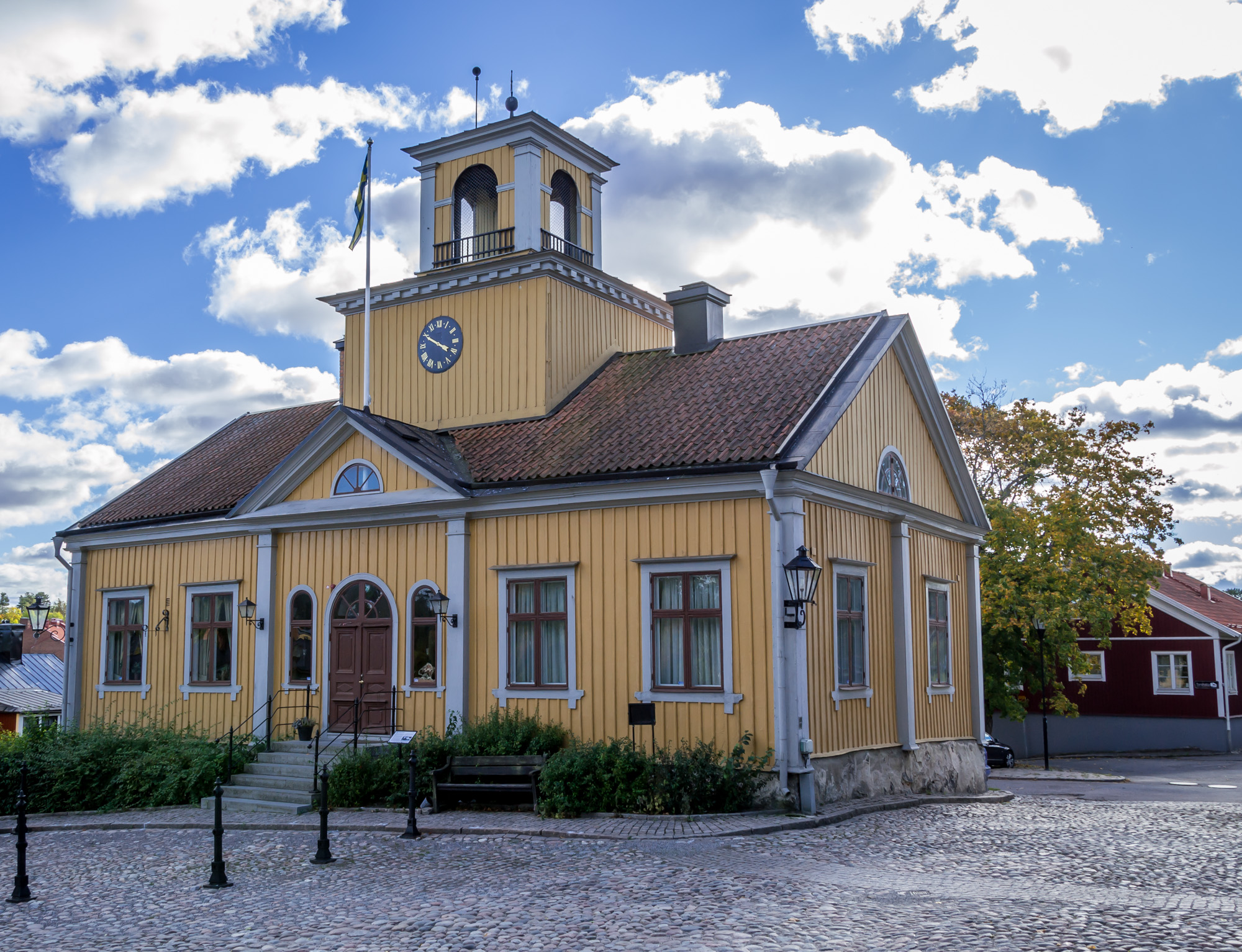
Torshälla rådhus, 2013.

Rådhuset i Torshälla byggdes 1833 och är det tredje i Torshälla stads historia. På vindsvåningens östra del fanns tidigare två häkten, avsedda för personer som skulle dömas i rådhusrätten i Torshälla. I samband med att en ny polisstation byggdes i mitten av 1890-talet togs häktena ur bruk, och är nu museum.
Tornurets urverk har ursprungligen suttit i Strängnäs domkyrka och donerades 1580 till Torshälla kyrka av Hertig Karl. År 1837 installerades tornuret på sin nuvarande plats.
I rådhussalen, som idag bland annat används för politiska möten och borgerliga vigslar, hänger två monumentalmålningar med historiska motiv av Uno Stallarholm, Midvinterblot och Våren.